# 美波の事件簿シリーズ
〈美波の事件簿〉シリーズ（みなみのじけんぼシリーズ）は、 谷原秋桜子による推理小説のシリーズ。「激アルバイター・美波の事件簿」シリーズとして2001年に富士見ミステリー文庫より2作が刊行され、2006年より創元推理文庫で復刊、続編が刊行された。2021年には更なる続編が原書房より愛川晶との共著として刊行された。

## ストーリー
高校生・倉西美波は行方不明の父親を捜すための資金を貯めるべく、日々アルバイトに励む。が、紹介して貰ったバイトは、「寝ているだけで一晩5000円」「立っているだけで1日2万円」など、高給ながらハプニングに満ちており、数々の事件に巻き込まれる。

## 主な登場人物
倉西美波（くらにし みなみ）
主人公。知水女子学院高等部1年C組。行方不明になった風景写真家の父を探すため、その資金を集めるべく母に内緒でバイトに明け暮れているが、要領が悪く、たびたびクビになってしまう。そのため、短時間で高い給料がもらえるというバイトに飛びつくが、そこでいつも殺人事件に出くわす。隣に住む修矢とはいつも喧嘩ばかりだが、本当は片思い中である。

藤代修矢（ふじしろ　しゅうや）
美波の隣に住む大学生。探偵役で洞察力に長けている。大学では、フランス語を専攻しているが、ほとんど学校に入っていない。古代ギリシア風の美形だが口が悪く、いつも美波と喧嘩をする。しかし、何だかんだで美波を助けたりする。美波にいつもとんでもないバイトを紹介する野々垣武志（通称武熊さん）は彼の友人でもある。

立花直海（たちばな　なおみ）
美波のクラスメイトで、大親友。美波を大事に思い、美波の危機にはすぐに駆けつける。陸上部に所属しており、100メートルを11秒台で走る。身長171cm。美波曰く、宝塚にいそうな美形なのであるが、もと売れっ子の辰巳芸者である祖母に育てられたため、ばりばりの江戸弁が抜けない。

西遠寺かのこ（さいおんじ かのこ）
美波のクラスメイトで、直海と同じく大親友。豪邸に住むお嬢様で、法務大臣とは父がゴルフ仲間、首相とも「2、3度電話で話をしたことがある程度」と謙遜するほど顔が広い。ミステリからおまじないまで多趣味。古風なお嬢様言葉を使う。

## 書誌情報

### 富士見ミステリー文庫
「激アルバイター・美波の事件簿」シリーズとして刊行。
カバー装画・口絵・挿画はまりお金田。
- 激アルバイター・美波の事件簿 天使が開けた密室 （2001年2月28日 ISBN 978-4-8291-6110-4）
- 激アルバイター・美波の事件簿2 龍の館の秘密 （2001年12月30日 ISBN 978-4-8291-6147-0）

### 創元推理文庫
創元推理文庫版刊行に際して、「激アルバイター」の語が落とされ、〈美波の事件簿〉シリーズと称される。また、富士見ミステリー文庫で刊行されていた第1作・第2作については、表題作品の他に、富士見ミステリー文庫版にはなかった短編が追録されている。
カバー装画・挿画はミギー。
- 天使が開けた密室 （2006年11月24日 ISBN 978-4-488-46601-5）
  - 「たった、二十九分の誘拐」（初出：『ファンタジアバトルロイヤル 2001 OCTOBER』）を併録。
- 龍の館の秘密 （2006年12月22日 ISBN 978-4-488-46602-2）
  - 「善人だらけの街」（未発表作品）を併録。
- 砂の城の殺人 （2007年3月16日 ISBN 978-4-488-46603-9）
- 手焼き煎餅の密室 （2009年8月28日 ISBN 978-4-488-46604-6）
  - 収録作品：旧体育館の幽霊 / 手焼き煎餅の密室 / 回る寿司 / 熊の面、翁の面 / そして、もう一人
  - 『ミステリーズ!』に掲載された短編を中心に収録。前3作から数年さかのぼった前日譚で構成されている。
- 鏡の迷宮、白い蝶 （2010年11月30日 ISBN 978-4-488-46605-3）
  - 収録作品：イタリア国旗の食卓 / 失せ物は丼 / 鏡の迷宮、白い蝶 / 子蝶の夢 / 二つの真実
  - 表題作をはじめとする『ミステリーズ!』掲載短編4編、および書き下ろし1編を収録。前作と同じく前日譚の短編集。

### 原書房
- 教え子殺し 倉西美波最後の事件 （2021年11月25日 ISBN 978-4-562-05962-1）
  - 著：谷原秋桜子、愛川晶。母校で高校教師となった倉西美波を描いている。

## 評価
本作が発表された2000年代初頭のライトノベル界はミステリレーベルの設立期であり、富士見ミステリー文庫（2000年11月）、角川スニーカー文庫〈スニーカー・ミステリ倶楽部〉（2001年11月）などが創刊された。ただ「ラノベ界のミステリと一口に言っても、サスペンスはもちろんSF・ホラーをも含むきわめて広義のミステリ作品がその範疇には含まれていた。また、名探偵や怪盗、密室作品という本格ミステリ的な道具立てを使いながらも、それらが単なるガジェットとしての利用にとどまっている作品も散見された」「どちらかと言えば、ジュニア小説、ヤングアダルト小説に、ちょっとミステリーっぽい要素を入れてみました、といった作品がラインナップを占めて」おり、玉石混淆の状態であった。その中で本作は「古典を踏まえた本格ミステリ」としてミステリ作家・ファンに評価された。しかしライトノベルでの本格ミステリ刊行の試みは、ライトノベル・ミステリ両読者層に対してアピールを欠いて失速し、富士見ミステリー文庫もいわゆる「LOVE寄せ」をおこないミステリ度を薄めたため、その結果、本格ミステリとして評価されていた本作は続刊が絶望的な状況になったと見られている。